# Sumberpakem
Sumberpakem is een bestuurslaag in het regentschap Bondowoso van de provincie Oost-Java, Indonesië. Sumberpakem telt 3157 inwoners (volkstelling 2010).